# 特斯科科 (墨西哥州)
特斯科科（西班牙語：Texcoco、现代纳瓦特尔语发音ⓘ），全称特斯科科·德莫拉（Texcoco de Mora），是墨西哥的城市，由墨西哥州負責管轄，位於該國中部，距離首都墨西哥城25公里，始建於1551年，面積418平方公里，海拔高度2,250米，每年平均降雨量686毫米，2010年人口249,808。
19°31′N 98°53′W / 19.52°N 98.88°W